# باشگاه فوتبال لیستون
باشگاه فوتبال لیستون (به انگلیسی: Leiston Football Club) یک باشگاه فوتبال در شهر لیستون، کشور انگلستان است که در سال ۱۸۸۰ میلادی تأسیس شده‌است.